# Bethel (Connecticut)
|  | Dieser Artikel wurde aufgrund von inhaltlichen Mängeln auf der Qualitätssicherungsseite des Projektes USA eingetragen. Hilf mit, die Qualität dieses Artikels auf ein akzeptables Niveau zu bringen, und beteilige dich an der Diskussion! Eine nähere Beschreibung der zu behebenden Mängel fehlt. |

Bethel (ˈbɛθəl) ist eine Gemeinde im Fairfield County im US-Bundesstaat Connecticut. Das U.S. Census Bureau hat bei der Volkszählung 2020 eine Einwohnerzahl von 20.358 ermittelt.

## Geschichte

### Bevölkerungsentwicklung
| - 1860 - 1.711 - 1870 - 2.311 - 1880 - 2.727 - 1890 - 3.401 - 1900 - 3.327 - 1910 - 3.792 | - 1920 – 03.201 - 1930 – 03.886 - 1940 – 04.105 - 1950 – 05.104 - 1960 – 08.200 - 1970 - 10.945 | - 1980 - 16.004 - 1990 - 17.541 - 2000 - 18.067 - 2002 - 18.500 - 2005 - 18.760 - 2010 - 18.584 |

## Wirtschaft und Infrastruktur
Der Fahrradhersteller Cannondale und der Batteriehersteller Duracell haben beide ihren Sitz in dieser Stadt.

## Persönlichkeiten
- P. T. Barnum (1810–1891), Zirkuspionier
- Orris S. Ferry (1823–1875), Politiker
- Julius Hawley Seelye (1824–1895), Autor, Politiker
- Thomas J. Craughwell (1956–2018), Autor